# Organické sloučeniny lanthanoidů
Organické sloučeniny lanthanoidů jsou organokovové sloučeniny obsahující vazby mezi atomy uhlíku a lanthanoidů. Od odpovídajících sloučenin přechodných kovů se liší v několika oblastech:
- Jsou mnohem citlivější na vzduch a vodu a často bývají samozápalné.
- Vyskytuje se u nich mnohem méně sloučenin s prvky v oxidačním čísle 0. V důsledku nízkých elektronegativit lanthanoidů oproti přechodným kovům bývají častěji iontové.
- Nevytvářejí karbonyly stabilní za pokojové teploty; karbonyly lanthanoidů byly pozorovány pouze v argonových matricích a rozkládaly se při zahřátí nad 40 K.

## Komplexy s vazbami σ
Vazby σ obsahují alkylové komplexy lanthanoidů, například [LnMe6]3− a Ln[CH(SiMe3)2]3. Methyllithium rozpuštěné v tetrahydrofuranu reaguje s LnCl3 (Ln = yttrium nebo lanthan) za vzniku Ln(CH3)3, jenž může obsahovat příměsi LiCl.
Při smíchání chelatačního činidla (L-L), například tetramethylethylendiaminu (TMED nebo TMEDA) či 1,2-dimethoxyethanu (DME) s MCl3 and CH3Li v tetrahydrofuranu se vytvoří [Li(tmed)]3[M(CH3)6] a [Li(dme)]3[M(CH3)6].
Některé lanthanoidy v práškové podobě reagují s difenylrtutí v tetrahydrofuranu za tvorby oktaedrických komplexů:
2 Ln + 3 Ph2Hg + 6 THF → 2 LnPh3(THF)3 + Hg (Ln = holmium, erbium, thulium nebo lutecium).

## Komplexy s vazbami π
Cyklopentadienylové komplexy, jako například lanthanoceny, jsou známy od všech lanthanoidů. Všechny kromě tris(cyklopentadienyl)promethitého aniontu (Pm(Cp)3) lze připravit reakcemi tohoto typu:
3 Na[Cp] + MCl3  → M[Cp]3 + 3 NaCl
Pm(Cp)3 se získává touto reakcí:
2 PmCl3 + 3 Be[Cp]2 → 3 BeCl2 + 2 Pm[Cp]3
Tyto sloučeniny mají omezené využití a jsou hlavně předmětem akademického výzkumu.